# マリヌス2世 (ローマ教皇)
マリヌス2世（Marinus II, ? - 946年5月）は、第128代ローマ教皇（在位：942年10月30日 - 946年5月）。

## 生涯
出身はローマ。教皇就任前は司祭、枢機卿を務めた。942年に先代のステファヌス8世がアルベリーコ2世によって廃されたため、その後釜として擁立された。そのためアルベリーコ2世の傀儡であり、在位3年半にして946年5月初旬に死去した。